# TMS Entertainment
K.K. TMS Entertainment (jap. 株式会社トムス　エンタテインメント, Kabushiki-gaisha Tomusu Entateinmento, engl. TMS Entertainment Limited) ist eine japanische Filmproduktionsgesellschaft, hauptsächlich für Anime.

## Geschichte
Vorläufer des Unternehmens war das 1964 gegründete Animationsstudio Shin Studio Tōkyō Movie, später K.K. Tōkyō Movie (株式会社東京ムービー). Es entstand nach dem Erfolg von Astro Boy und weiteren Serien aus einer Gruppe von Filmemachern um Studiogründer Yutaka Fujioka. Diese arbeiteten seit 1948 als Hitomiza-Puppentheater an der Produktion von Puppenfilmen und -serien, die im jungen japanischen Fernsehen ausgestrahlt wurden. Mit Anime entstand in den 1960ern eine neue Konkurrenz, was einige der Puppenfilmer um Fujioka schließlich zur Gründung des Trickfilmstudios bewog, um mit der Zeit zu gehen. Zu ihnen gehörten Tadao Nagahama, Masaaki Ōsumi und Atsushi Imaizumi, die später alle Anime-Regisseure wurden. Sie wendeten ihre beim Puppenfilm gelernten Fähigkeiten nun auf das neue Medium an. Zu ihnen stießen einige Animatoren von Tōei Animation, die das Studio nach den dortigen Arbeitskämpfen verlassen hatten. Die meisten von ihnen jedoch als Subunternehmen A-Pro, das später eigenständig agierte.
Die erste Produktion des Studios war Big X, eine Adaption eines Mangas von Osamu Tezuka. Durch die Unerfahrenheit der Puppenspieler mit Trickfilmproduktion kam es beim folgenden Obake no Q-tarō noch dazu, dass einige Animatoren dem Studio unnötige Arbeit aufhalsten, um besser bezahlt zu werden. Zu den ersten großen Erfolgen zählt Kyojin no Hoshi von 1968, das als eine der ersten Serien auch älteres Publikum ansprach, neue Erzähltechniken und Inszenierungen erprobte und das Sport-Genre prägte. Außerdem wurde erstmals in großem Umfang Xerografie eingesetzt und damit Bilder einfach vervielfältigt, skaliert und durch direkte Übernahme der Zeichnungen ohne Abpausen auf Folien auch ein rauerer Strich erzeugt.
1976 gliederte dies den Vertrieb als K.K. Tōkyō Movie Shinsha (株式会社東京ムービー新社) aus, wobei shinsha „neues Unternehmen“ bedeutet. 1993 wurde die Tōkyō Movie aufgelöst und Tōkyō Movie Shinsha folgte ihr als Rechtsnachfolger nach. 1995 fusionierte diese mit dem 1946 ursprünglich als Faserhersteller gegründeten Unternehmen Kyokuichi und benannte sich 2000 in TMS Entertainment um. 2005 wurde die Firma dann eine Tochtergesellschaft von Sega Sammy Holdings.
In den über 40 Jahren seines Bestehens hat das Studio Tokyo Movie Shinsha eine Vielzahl von verschiedenen Anime-Serien, -Filmen und OVAs produziert und auch für ausländische Serien die Animationen erstellt, zum Beispiel für DiC Entertainment, Warner Bros. Animation oder Saban Entertainment.
Während die Firma gegenwärtig offiziell unter dem Namen TMS Entertainment geführt wird, nennt sich das Animationsstudio weiterhin Tōkyō Movie (東京ムービー, Tōkyō Mūbī). Es gibt auch eine Tochtergesellschaft namens Telecom Animation Film, mit welcher TMS Entertainment oft zusammenarbeitet.

## Produktionen

### Filme
- 1964: Big X
- 1972: Panda Kopanda
- 1978: Lupin Sansei: Lupin vs Fukusei Ningen
- 1979: Ace o Nerae!
- 1979: Das Schloss des Cagliostro
- 1981: Ashita no Joe 2
- 1982: Rokushin Gattai Godmars
- 1982: Shin Dokonjō Gaeru: Dokonjo Yumemakura
- 1983: Golgo 13 – The Professional
- 1985: Lupin Sansei: Babylon no Ōgon Densetsu
- 1987: Bug tte Honey: Megaromu Shōjo Ma 4622
- 1987: Lupin Sansei: Fūma Ichizoku no Imbō
- 1987: Versailles no Bara: Inochi Aru Kagiri Aishite
- 1988: Akira
- 1995: Lupin III: Farewell to Nostradamus
- 1996: Lupin Sansei: Dead or Alive
- 1997: Detektiv Conan – Der tickende Wolkenkratzer
- 1998: Detektiv Conan – Das 14. Ziel
- 1999: Detektiv Conan – Der Magier des letzten Jahrhunderts
- 2000: Detektiv Conan – Der Killer in ihren Augen
- 2001: Detektiv Conan – Countdown zum Himmel
- 2001: Tottoko Hamutaro: Hamu Hamu Land Daibōken
- 2002: Detektiv Conan – Das Phantom der Baker Street
- 2002: Tottoko Hamutaro: Ham Ham Ham~Jya! Maboroshi no Princess
- 2003: Detektiv Conan – Die Kreuzung des Labyrinths
- 2003: Tottoko Hamutaro: Ham Ham Grand Prix Aurora Tani no Kiseki - Ribon-chan Kikiippatsu!
- 2004: Detektiv Conan – Der Magier mit den Silberschwingen
- 2004: Tottoko Hamutaro: Ham Ham Paradi-chu! Hamutaro to Fushigi no Oni no Ehonto
- 2005: Detektiv Conan – Das Komplott über dem Ozean
- 2006: Detektiv Conan – Das Requiem der Detektive
- 2007: Detektiv Conan – Die azurblaue Piratenflagge
- 2008: Detektiv Conan – Die Partitur des Grauens
- 2009: Detektiv Conan – Der Der nachtschwarze Jäger
- 2010: Detektiv Conan – Das verlorene Schiff im Himmel
- 2011: Hal no Fue
- 2011: Meitantei Conan: Chinmoku no Quarter
- 2012: Fuse Teppō Musume no Torimonochō
- 2014: Yowamushi Pedal Re:Ride
- 2015: Gekijōban Yowamushi Pedal
- 2015: Yowamushi Pedal Re:Road

### Fernsehserien
- 1969: Mila Superstar
- 1971: Chingo Muchabei
- 1971: Lupin III
- 1972: Akado Suzunosuke
- 1972: Dokonjō Gaeru
- 1973: Ace o Nerae!
- 1973: Doraemon
- 1977: Lupin III
- 1978: Die Schatzinsel
- 1978: Shin Ace o Nerae!
- 1979: Lady Oscar
- 1980: Ashita no Joe 2
- 1980: Taiyō no Shisha Tetsujin: Tetsujin 28-gō
- 1981: Hallo Kurt!
- 1981: Odysseus 31
- 1981: Rokushin Gattai Godmars
- 1983: Chōjikū Seiki Orguss
- 1983: Ein Supertrio
- 1983: Georgie
- 1984: Die Abenteuer des Sherlock Holmes
- 1984: Lupin Sansei: PartIII
- 1986: Bug tte Honey
- 1991: Hanni und Nanni
- 1992: Chōdendō Robo: Tetsujin 28-gō FX
- 1994: Magic Knight Rayearth
- 1996: B’t X
- 1996: Detektiv Conan
- 1998: Devilman Lady
- 1999: Cybersix
- 1999: Monster Rancher
- 2000: Hamtaro
- 2000: Shin Megami Tensei: Devichil
- 2001: Project Arms
- 2001: Project Arms: The 2nd Chapter
- 2002: Tenshi na Konamaiki
- 2003: Kyogoku Natsuhiko Kosetsu Hyaku Monogatari
- 2003: Kyōgoku Natsuhiko: Kōsetsu Hyaku Monogatari
- 2003: Mermaid Forest
- 2003: Popolocrois
- 2003: Rumiko Takahashi Anthology
- 2003: Sonic X
- 2004: Aishiteruze Baby
- 2005: Angel Heart
- 2005: Buzzer Beater
- 2005: Gallery Fake
- 2006: D.Gray-man
- 2006: Shijō Saikyō no Deshi Ken’ichi
- 2007: Bakugan – Spieler des Schicksals
- 2007: Buzzer Beater
- 2008: Itazura na Kiss
- 2008: Telepathy Shōjo Ran
- 2009: Examurai Sengoku
- 2011: Cardfight!! Vanguard
- 2011: Sengoku Otome – Momoiro Paradox
- 2012: Baku Tech! Bakugan
- 2012: Cardfight!! Vanguard: Asia Circuit-hen
- 2012: Kamisama Hajimemashita
- 2012: Lupin III.: The Woman Called Fujiko Mine
- 2012: Zetman
- 2013: Baku Tech! Bakugan Gachi
- 2013: Bakumatsu Gijinden Roman
- 2013: Cardfight!! Vanguard: Link Joker-hen
- 2013: Yowamushi Pedal
- 2014: Cardfight!! Vanguard G
- 2014: Cardfight!! Vanguard: Legion Mate-hen
- 2014: Gugure! Kokkuri-san
- 2014: Hero Bank
- 2014: Hi☆sCoool! Seha Girl
- 2014: To Aru Hikūshi e no Koiuta
- 2014: Yowamushi Pedal: Grande Road
- 2015: Cardfight!! Vanguard G: Gears Crisis-hen
- 2015: Jitsu wa Watashi wa
- 2015: Kamisama Hajimemashita◎
- 2016: All Out!!
- 2016: Bakuon!!
- 2016: Cardfight!! Vanguard G Next
- 2016: Cardfight!! Vanguard G: Stride Gate-hen
- 2016: D.Gray-man Hallow
- 2016: Ninja Girl & Samurai Master
- 2016: Relife
- 2016: Sweetness & Lightning
- 2016: Trickster – Edogawa Rampo “Shōnen Tanteidan” yori
- 2017: Cardfight!! Vanguard G Z
- 2017: Fastest Finger First
- 2017: Yowamushi Pedal: New Generation
- 2018: Baki
- 2018: Between the Sky and Sea
- 2018: Megalobox
- 2019: Hachigatsu no Cinderella Nine
- 2019: Hachigatsu no Cinderella Nine
- 2019: Meiji Tōkyō Renka

### Original Video Animations
- 1987: 2001 Ya Monogatari
- 1987: Space Fantasia 2001-ya Monogatari
- 1988: Rokushin Gattai Godmars: Jūnana-sai no Densetsu
- 1989: Lupin Sansei: Secret File
- 1992: Genji
- 1994: Maps
- 1997: B’t X Neo
- 1997: Rayearth
- 1999: Aoyama Gōshō Tanpen-shū
- 2001: Meitantei Conan: Conan VS KID VS Yaiba
- 2002: Lupin Sansei: Ikiteita Majutsushi
- 2002: Meitantei Conan: 16-nin no Yōgisha!?
- 2002: Tottoko Hamutaro: Hamutaro no Otanjōbi ~Mama wo Tazunete Sanzen Techitechi
- 2003: Meitantei Conan: Conan to Heiji to Kieta Shōnen
- 2003: Tottoko Hamutaro: Hamuchanzu no Takara Sagashi Daisaku - Sutekina Umi no Natsuya
- 2004: Meitantei Conan: Conan to Kid to Crystal Mother
- 2004: Tottoko Hamutaro: Hamuchanzu no Mezase! Hamuhamu Kin Medal
- 2004: Tottoko Hamutaro: Hamuchanzu to Niji no Kuni no Ōjisama
- 2005: Meitantei Conan: Hyōteki wa Mōri Kogorō!! Shōnen Tanteidan Maruhi Chōsa
- 2006: Meitantei Conan: Kieta Daiya o Oe! Conan, Heiji vs Kid
- 2007: Meitantei Conan: Agasa kara no Chōsenjō! Agasa vs. Conan & Shōnen Tanteidan
- 2008: Lupin Sansei: Green vs Red
- 2008: Meitantei Conan: Joshi Kōsein Tantei Suzuki Sonoko no Jikenbo
- 2009: Meitantei Conan: 10-nen Go no Ihōjin
- 2009: Saint Seiya: The Lost Canvas – Meiō Shinwa

### Weitere Anime-Produktionen
- 2004: Azusa, Otetsudai Shimasu! (Special)

## Ausländische Produktionen (Auswahl)
- Animaniacs, einige Episoden
- Batman: The Animated Series, einige Episoden
- Die Sechs-Millionen-Dollar-Familie
- Cybersix (Japanisch-Kanadische Co-Produktion)
- Futurama, einige Episoden
- Galaxy Rangers
- Inspector Gadget, einige Episoden
- Mighty Orbots
- New Spider-Man
- Peter Pan und die Piraten (13 Episoden)
- Pinky und der Brain, einige Episoden
- Regina Regenbogen
- The Real Ghostbusters
- Sonic der irre Igel, einige Episoden
- Superman: The Animated Series
- Sylvester und Tweety (1. Staffel)
- Teenage Mutant Hero Turtles, einige Episoden
- Tiny Toon Abenteuer, einige Episoden
- Visionaries: Knights of the Magical Light
- Wuzzles
- Zorro: The Animated Series